# Rupert Costo
Rupert Costo (Anza, Califòrnia, 1906 - 1989) fou un escriptor i activista cahuilla. De jove destacà com a jugador de basket, més tard fou membre del consell tribal i es casà amb Jeanette Henry (1909-2001), una cherokee. Va dirigir accions contra l'IRA del 1934 i la Termination del 1953, però no es va fer membre de l'AIM, tot i que molts dels seus membres el consideraven com una mena de pare intel·lectual. Dedicats a la història dels indis, van escriure Natives of the Golden State: The California Indians (1995), Indian Voices: The Native American Today(1974) i The Missions of California: A Legacy of Genocide (1987), Indian Treaties: Two Centuries of Dishonor (1977) i One Thousand Years of American Indian Storytelling (1981).